# Andreas Grassmann
Andreas Grassmann (født 1704 i Senftleben i Mähren, død 1783 i Berlin) var en forstander i Brødremenigheden. 

## Tidligere år
Efter sin selvbiografi kom Grassmann 1728 til Herrnhut i Sachsen etter at have udholdt forfølgelse og fængsel i sit hjemland. Af erhverv var han tømrer. I 1730'erne var han på rejser til Sverige, Rusland og Baltikum som emissær og missionær. Den indholdsrigeste del af selvbiografien vedrører opholdet i svensk og russisk Lapland. Efter at være arresteret som "svensk spion" af russiske myndigheder rejste han tilbage til Tyskland i efteråret 1738, i slutningen af disse rejser var han sammen med den i Petersborg baserede lutherske præst Tobias Plaschnig, der fik et godt indtryk af ham.  I Tyskland, på slottet Marienborn nogle mil udenfor Frankfurt, hvor grev Zinzendorf og resten af menighedens forstanderskab boede, blev Grassmann optaget i dette øverste forstanderskab, med titel af "Vice-Ældste". Han giftede sig også i forbindelse med dette.

## Sigtningstiden i menigheden
Omkring 1740 opstod den såkaldte dekadence, "sigtningstiden", i menigheden, med udartet teologi, liderlighed og en tyrannisk disciplin. Grassmann var også involveret i dette. På en håndgribelig måde blev han kompromitteret, da et brev, han hadde skrevet i 1739, blev offentliggjort  på tryk i Frankfurt aM i Fresenius' "Nachrichten". I brevet fortæller han, at et medlem af menigheden, der på sin egen anmodning var rejst for at gifte sig, var blevet taget hånd om og tvunget til at opgive sin hensigt: "Der Satanas, der herum gehet, wie ein brüllender Löwe, hat ihm gelegenheit gemacht, dass er sich mit einem Menschen hat eingelassen, sie zu heurathen; als wir aber darhinter kommen, ist es zerstöret worden, und er ist denn wieder zurecht gebracht, dass er auch der Gemeine öffentlich hat abgebeten". Manden har således været nødt til at gøre menigheden afbedelse (undskyldning) for den påståede synd og ulydighed. Der fremgår endvidere i brevet, at han, Grassmann, har sendt mannen til et andet sted og at hans rejsepenge skal betales tilbage igen.

## Ophold i Danmark
I 1745 blev Grassmann afsendt til Danmark som menigheds-forstander for Hertugdømmerne, Jylland og Fyn. Hans ophold var bestemt til Stepping Præstegård, hos den Herrnhuter-sindede sognepræst Jørgen Kastrup. Officielt kom Grassmann til Danmark for at arbejde som tømmermand på præstegården, myndighederne vidste intet andet, men hemmeligt var han endog sognepræst Kastrups overordnede, med titel af "Vater", fader, mens Kastrup kun var en "broder" i forsamlingen. Således var det i det mindste med Grassmanns efterfølger, Melchior Zeisberger. Denne modtog i 1763 et brev med følgende titulatur: "Hiertelskende kiere Vater! Jeg skrev min kiere Vater, og Broder Kastrup til i Junii Maaned". Knud Heiberg roser i sin artikel Grassmann for sit menighedsarbejde og siger, at der om søndagen afholdtes forsamlinger, hvor alle var velkomne, mens der på torsdage blev afholdt særlige Herrnhuter-møder. Dyssel fortæller (S. 163) at under efterfølgeren Zeisberger ved disse sidste forsamlinger, blev fremmede afviste ved en dørvogter. Således er der oprettet et system med ét offentligt og ét hemmeligt samfund. Grassmann selv fortæller ikke meget om Danmarksopholdet i selvbiografien; kun en side med almindelige beskrivelser.

## Hans Adolph Brorson
Grassmann besøgte biskop Hans Adolph Brorson i Ribe flere gange. Heiberg fortæller (S. 621 f.): "Da nemlig engang i vinteren 1745-46 Grasmann kom hjem fra en Rejse, laa der brev til ham fra Brorson, der bad ham komme til sig. Grasmann var strax rejst til Ribe og havde fundet Biskoppen, fortæller han selv i et Brev, "i særlige Vanskeligheder" (in besonderen Umständen). Han var strax falden Grasmann om Halsen og havde fortalt ham om sine svære Anfægtelser, særlig om hvorledes den Tanke stadigt ængstede ham, at han skulde have begaaet Synden mod den Hellig-Aand, fordi han havde været" "Brødrenes" Fjende. Efter Brorsons Opfordring var Grasmann bleven nogle Dage i Bispegaarden og havde ved "aabenhjertede Samtaler" søgt at hjælpe Biskoppens ængstede Sjæl igennem til Fred. - Det er ejendommeligt og karakteristisk saaledes at se den ængstede Pietist i Anfægtelsens Time søge Trøst hos den i Lidelser prøvede og i Troen erfarne Herrnhuter, der hvilede saa trygt i Troen paa Kristi blodige Fortjenestes fyldestgørende Kraft. Men det er tillige et smukt Vidnesbyrd om vor store danske Salmesangers ydmyge Sind, naar vi ser ham, den fornemme danske Biskop, søge Hjælp i sine Anfægtelser hos den jævne Haandværker, den mähriske Tømmersvend."
Denne gribende fortælling er siden den blev offentliggjort i 1904 blevet optaget i den kirkehistoriske tradition. Men spørgsmålet er, om den er fuldt pålidelig, i den form hvilken Grassmann har opskrevet den. Den svenske forsker Nils Jacobsson har i sine undersøgelser angående Grassmann's ophold i Sverige vel givet ham karakteristik som "en praktiskt begåfvad, handlingskraftig person med en uppriktig, varm og enfaldig barnatro". Men Grassmann's beretninger om sit emissær/missionær-arbejde, indrømmer Jacobsson er ikke helt pålidelige. I Torneå påstod Gr. at have bevirket en stor vækkelse, men et register over de vakte viste kun 11 personer, hvoraf de meste, hvis ikke alle, måtte være de allerede vakte i byen, der tog imod og herbærgede Grassmann og hans kammerater ved dennes besøg. Ved opholdet i Stockholm hævdede Grassmann senere at have føret såkaldte separatister tilbage til kirken, men i en samtidig rapport indrømmede han å have opgivet kontakten med dem. Grassmanns hovedopdrag var at rejse til lapperne og omvende dem, men i stedet levede han og hans med-missionærer for det meste komfortabelt hos de fromme svenske familier; ikke en eneste lap blev omvendt. 
Mest kritisk til Grassmann er Fresenius, der afmaler denne som en "praler"
Det mest påfaldende er at Grassmann ikke med et ord nævner hændelsen med Brorson i sin selvbiografi, hvilken exstraordinære begivenhed han burde have husket. Dyssel kommer måske nærmest sandheden når han skriver: "Grasmann besøgte jævnlig salig Biskop Brorson i Ribe, men fandt ikke i alle Ting hans Samtykke", altså at det var noget venskab, men intet overordentlig indtraf. Brorson var for øvrigt i sit væsen en godmodig og en for den tid tolerant person, han stillede sig ganske venligt overfor Brødremenigheden
Det er blevet påstået at Grassmann kunde have skrevet "freundt" istedetfor "feindt" i sit ovenfor af Heiberg refererede brev. Dette er rigtig i henhold til Brorsons godtroende tolerence. Men spørgsmålet bliver om det stemmer med Gr. og Brødremenighedens generelle holdninger. Det var på den tid almindeligt med uhyggelige beskrivelser af tilstanden til dem, der var mod, eller havde afgået fra menigheden. I 1736 erklærede Zinzendorf mod en kritiker i Frankfurt, at denne inden et år vilde være en død mand, altså død ved Guds straffedom, såfremt han ikke standsede sin modstand. I 1741 blev det erklæret fra menigheden, i det såkaldte "general - aflads- og bandbrev", at alle, der havde faldt i fra skulde få tilgivelse og kunde vende tilbage igen, udenom én, hvilken var "undtagen efter Guds uudgrundelige råd", altså at han stod hos Gud udenfor al tilgivelse. Sådanne talemåder var altså almindelige på den tid i Brødremenigheden og det falder derfor naturlig at Grassmann har anvendt slige i sin omtale af Brorson, uanset om der er skrevet "feindt" eller "freundt".
I 1752 blev Grassmann afløst af den ovenfor nævnte Melchior Zeisberger, der boede på Stepping Præstegård til 1771.

## Senere år
Fra 1752 til sin død i 1783 var Grassmann forstander for menigheden i Berlin, hvorved tid efter anden han også virkede andre steder. Der forekommer i selvbiografien ikke mange oplysninger over denne periode på 31 år, der er afsluttet 1768 af Grassmann selv og videreført af menigheden.